# Chrysopsis linearifolia
Chrysopsis linearifolia là một loài thực vật có hoa trong họ Cúc. Loài này được Semple mô tả khoa học đầu tiên năm 1978.